# Alexander Trappen
Alexander Trappen, auch Alex Trappen, (* 18. September 1853 in Krefeld; † 29. November 1930 in Bielefeld) war ein deutscher Architekt des Historismus.

## Leben
Trappen war möglicherweise ein Schüler von Rudolph Eberhard Hillebrand oder Conrad Wilhelm Hase in Hannover. 1880 begann er die selbständige Tätigkeit als Architekt in Bielefeld, eins seiner ersten Projekte war dort die Bauleitung bei der von Hillebrand geplanten Pauluskirche. Ab Mitte der 1880er Jahre entwarf Trappen selbst Neu- und Erweiterungsbauten von Kirchengebäuden in Westfalen, darüber hinaus auch private und einige öffentliche Bauten.

## Bauten (Auswahl)
| Bild                                     | Bauzeit   | Bauwerk                                                 | Ort                    | Beschreibung                                                        |
| ---------------------------------------- | --------- | ------------------------------------------------------- | ---------------------- | ------------------------------------------------------------------- |
| Christophoruskirche in Neuenkirchen      | 1885–1887 | Christophoruskirche                                     | Melle-Neuenkirchen     | Neubau, neugotisch                                                  |
| St. Johanniskirche in Halle              | 1886      | St. Johanniskirche                                      | Halle (Westf.)         | Renovierung und Erweiterung, Anbau eines neugotischen Seitenschiffs |
| Süsterkirche in Bielefeld                | 1891–1892 | Süsterkirche                                            | Bielefeld              | neugotische Erweiterung                                             |
| Bartholomäuskirche in Brackwede          | 1892      | Bartholomäuskirche                                      | Bielefeld-Brackwede    | Neubau des Kirchenschiffs, Erhöhung des Turms, neugotisch           |
| Christuskirche in Greven                 | 1893      | Christuskirche                                          | Greven                 | Neubau, neugotisch                                                  |
| Bartholomäuskirche in Rödinghausen       | 1893      | Bartholomäuskirche                                      | Rödinghausen           | neugotische Erweiterung                                             |
| Evangelische Stadtkirche in Gronau       | 1897      | Evangelische Stadtkirche                                | Gronau (Westf.)        | Neubau, neugotische Saalkirche                                      |
| Johanniskirche in Bielefeld              | 1899–1901 | Johanniskirche                                          | Bielefeld              | Neubau, neuromanisch                                                |
| Christuskirche in Gelsenkirchen-Bismarck | 1899–1901 | Christuskirche                                          | Gelsenkirchen-Bismarck | Neubau, neugotisch, 1944 beschädigt, 1947–1950 verändert            |
| Denkmal Bielefeld, Brücke Mauerstraße 8  | 1904      | Verbindungsbrücke der Firma Kisker in der Mauerstraße 8 | Bielefeld              | Neubau in gotisierenden Formen                                      |
| Auferstehungskirche in Bad Oeynhausen    | 1907      | Auferstehungskirche                                     | Bad Oeynhausen         | Erweiterung, 1947 durch Brand zerstört, 1953–1956 neu gestaltet     |

Der Grundsteinhammer, mit dem Alexander Trappen die feierlichen Grundsteinlegungen (u. a. der Brackweder Bartholomäuskirche und der Süsterkirche in Bielefeld) beging, befindet sich heute im Historischen Museum Bielefeld.